# La Fouillouse
La Fouillouse település Franciaországban, Loire megyében. Lakosainak száma 4643 fő (2022. január 1.). La Fouillouse Saint-Bonnet-les-Oules, Villars, Andrézieux-Bouthéon, L’Étrat, Saint-Genest-Lerpt, Saint-Héand és Saint-Just-Saint-Rambert községekkel határos.

## Népesség
A település népességének változása:
| Lakosok száma | 2736 | 4004 | 4035 | 4315 | 4316 | 4383 | 4501 | 4666 | 4690 | 4643 |
|               | 1968 | 1982 | 1990 | 2006 | 2013 | 2015 | 2017 | 2019 | 2020 | 2022 |